# Гейхал Шломо

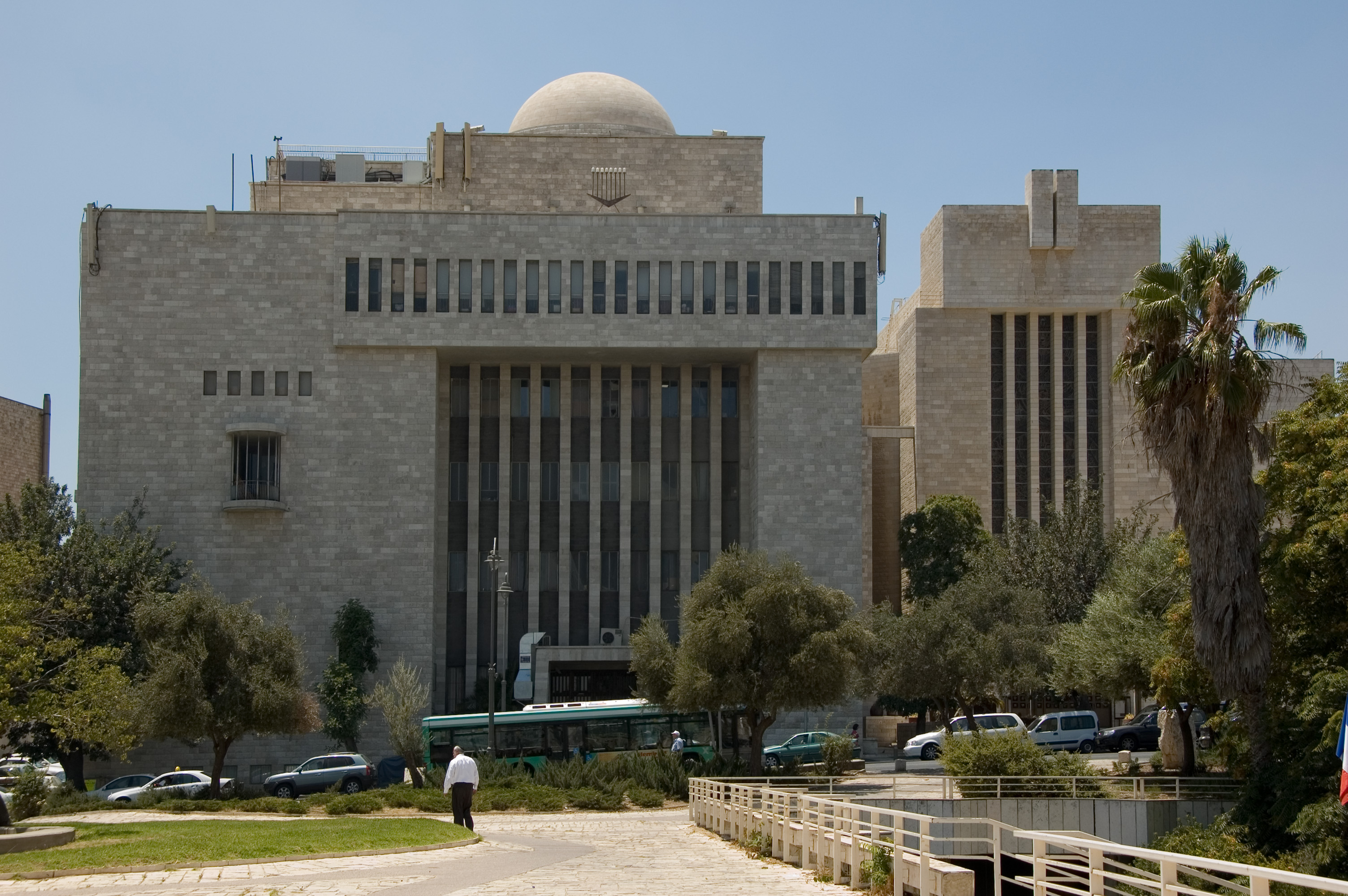
Гейхал Шломо (справа: Большая синагога Иерусалима).

Гейха́л Шло́мо (англ. Heichal Shlomo; ивр. היכל שלמה‎) — здание на улице Кинг Джордж в Иерусалиме, рядом с Большой хоральной синагогой; которое когда-то было офисом Главного раввината Израиля и зданием  Верховного раввинатского суда. В настоящее время здесь также размещается музей еврейского искусства «Вольфсон», синагога «Ренаним» и конференц-зал.

## История
История создания  Гейхал Шломо берёт своё начало в 1923 году, когда главные раввины Израиля Авраам Ицхак Кук и рабби Яков Меир, опубликовали воззвание к созданию центральной синагоги в Иерусалиме:
(...)Справедливо ли, что городу, каким является Иерусалим, где имеется огромная еврейская община, не достаёт этого священного символа объединения народа Израиля?
 (...)Возможно ли, что из уст в уста передаётся этот странный и абсурдный факт: «В святом Иерусалиме нет центральной и большой синагоги»?
Раввины, распространившие это воззвание, выразили настроение многих людей: для Иерусалима и его новых районов, строящихся в окрестностях, должна была быть создана центральная синагога, которая объединила бы духовную жизнь всего города.
Многие считали, что синагога Йешурун, построенная в двадцатые годы, при которой имелась школа для мальчиков и детский дом для детей сефардского происхождения, отвечает требованиям для создания центральной синагоги. Количество сторонников этого убеждения возросло, когда синагога Йешурун переехала в своё постоянное здание на центральную улицу Иерусалима Кинг Джордж. На здании Йешурун до сих пор сохранилась вывеска с названием «Центральная синагога».
Однако, появление нового адреса резиденции синагоги Йешурун не повлияло на необходимость создания центральной синагоги. Аргументом являлось то, что Йешурун, сообщество прихожан которой составляли только ашкеназы, была реформистской синагогой. Многие желали, чтобы службы в центральной синагоге сопровождались пением капеллы, а в Йешуруне её не было. Кроме того, Йешурун находилась под патронажем частной благотворительной организации, которая никогда не получила бы официальной государственной поддержки.
Йешурун могла получить статус «Центральной синагоги» только при условии проведения в ней национальных мероприятий и вхождения в состав её общины представителей израильской элиты.
Требования к правительственным учреждениям, в частности, к министерству по делам религий, с акцентом на создание в Иерусалиме государственно-религиозной синагоги, усилились после образования государства Израиль в 1948 году. Эти требования были удовлетворены спустя несколько лет, когда в Иерусалиме был создан Главный раввинат — Гейхал Шломо.

## Создание Гейхал Шломо

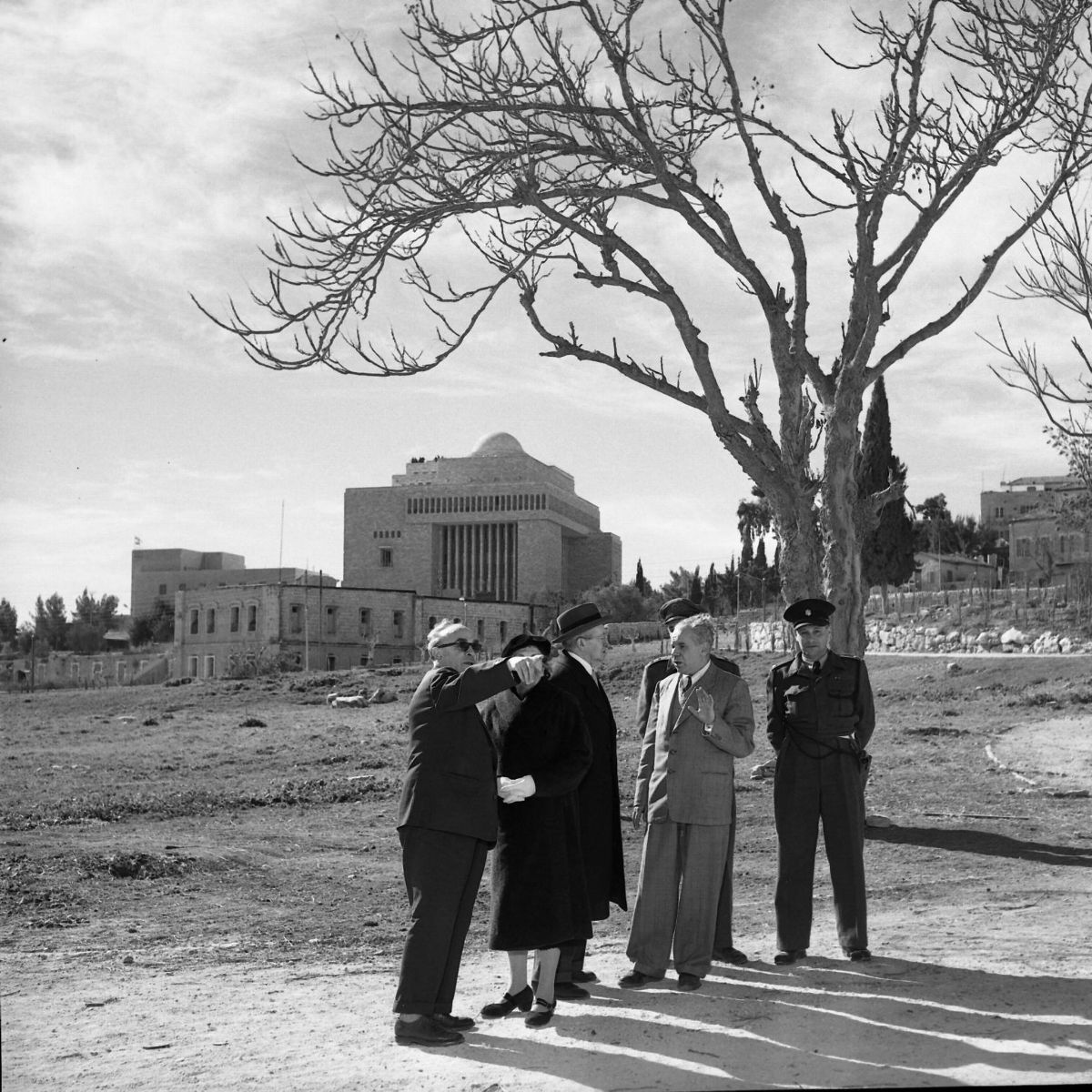
Мордехай Иш Шалом и Ицхак Бен-Цви напротив Гейхал Шломо, 1959.

На праздник Лаг ба-Омер в 1958 году завершились многочисленные призывы к созданию религиозного центра Иерусалима: в этот день, наконец, состоялась церемония посвящения строения.
Здание было названо в честь Шломо Вольфсона, отца сэра Айзека Вольфсона, который пожертвовал деньги на строительство. С тех пор в этом здании действуют офисы Главного раввината и других религиозных учреждений. 
В церемонии открытия принимали участие президент Ицхак Бен-Цви, министры, главные раввины Израиля, депутаты Кнессета, мэр Иерусалима Мордехай Иш-Шалом и др.
В здании Гейхал Шломо, построенном на улице Кинг Джордж в Иерусалиме, первоначально размещались офисы Главного раввината и Верховного раввинатского суда. Пространство здания позволило выделить для каждого офиса отдельную секцию. 
В Гейхал Шломо была также создана Центральная религиозная библиотека Израиля, которая насчитывает десятки тысяч книг, в том числе книг, найденных в завещанном имуществе членов еврейских общин, уничтоженных в Холокосте.
В списке учреждений, которые переехали в Гейхал Шломо, были: «Отдел по религиозным связям с общественностью», «Комиссия по контролю за  выполнением религиозных законов», «Объединение синагог» и другие. Позднее в Гейхал Шломо был открыт музей, в котором представлена редкая коллекция священных артефактов из еврейских общин со всего мира. На верхнем этаже был построен конференц-зал.

## Синагога Гейхал Шломо
При строительстве было принято решение о создании синагоги, в которой будут молиться посетители. Синагога была построена на нижнем этаже  здания.

### Пожертвования

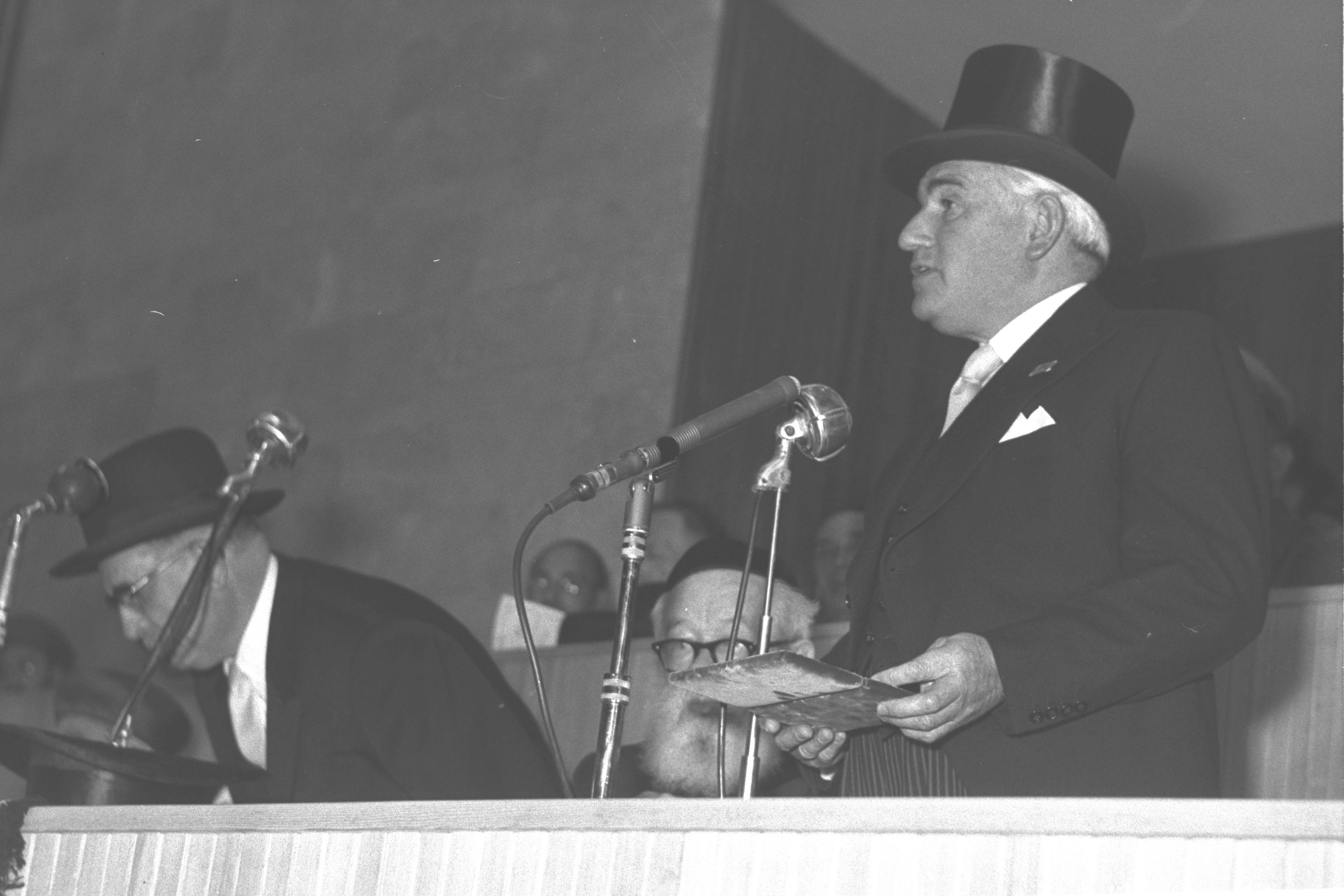
Иссак Вольфсон

В связи с тем, что синагога предназначалась, прежде всего, для посетителей Гейхал Шломо, она не была достаточно вместительной и просторной. Но, несмотря на небольшие размеры, в её устройство были вложены немалые средства. Интерьер включал одиннадцать окон с цветными витражами, созданными художником Дэвидом Хиллманом ещё в начале строительства. Каждый витраж посвящён отдельной теме, например, Шаббату, Рош Ходеш, Песаху, Йом Кипур и Песни Песней.

### Ковчег Завета
Самый роскошный элемент в синагоге — Ковчег Завета, привезённый из синагоги сефардской общины в Падуе (Италия).
Итальянский Ковчег Завета из Падуи и свиток Торы, который в нём хранится, были привезены сюда в пятидесятые годы вместе с другими ковчегами в рамках операции по перемещению ковчегов из Италии в Израиль. Некоторые из ковчегов были доставлены из синагог, в которых после Холокоста больше не осталось прихожан. В ходе этой операции было привезено и распределено по всей стране сорок ковчегов. Некоторые из них, в том числе ковчег из синагоги города Конланло Венето, были доставлены в Иерусалим и послужили основой для Музея искусства итальянских евреев. 
Операцию возглавляли сотрудник Еврейского агентства доктор Шломо Умберто Нахон, министр по делам религий Зера Вархафтиг и другие деятели Италии и Израиля.
Ковчег, размещённый в синагоге Гейхал Шломо, был построен в 1728 году, и более чем 200 лет находился в сефардской синагоге Падуи. Для посвящения ковчега в Италии рабби Моше Хаим Луцатто (Рамхаль) написал молитвы и гимны, такие как, например, «Открытие Священного Ковчега». 
Сефардская синагога в Падуе действовала до 1892 года, когда власти Падуи объединили все общины в Большой синагоге. Сефардская синагога пустовала до 1955 года. После разрешения лидеров итальянской общины перевезти Ковчег Завета на землю обетованную, он был разобран на мелкие части, упакован и перевезён на корабле «Дорис» из Италии в Израиль.
Для посвящения итальянского Святого Ковчега, в синагоге Гейхал Шломо было перепечатано «Посвящение Ковчегу» Рамхаля. На стенах Ковчега всё ещё существуют надписи, сделанные в Падуе. Новые надписи были сделаны на открытии Ковчега в Гейхал Шломо. 

Ковчег нуждался в ремонте и особой реставрации, и для производства работ был приглашён Исаак Бек, один из самых известных художников Иерусалима, специализирующийся в области реставрации синагог в течение многих лет (Бек написал некоторые фрески в синагоге «Хурва»). 
 
Когда ковчег достиг Иерусалима, высота площадки для чтения торы была уменьшена, — в Падуе она была очень высокой.

### Канторское искусство
Хотя размеры синагоги были относительно небольшими, управляющие Гейхал Шломо во главе с доктором Моше Йоффе решили, что синагога будет служить примером для других синагог в Израиле, в частности, что кантор синагоги будет регулярно вести общественные молитвы вместе с профессиональным хором в полном составе. Следует отметить, что с начала XX века в синагогах Иерусалима, в том числе в синагогах Хурва, Йешурун и синагоге президента профессиональные хоры в полном составе никогда не действовали.
Первым кантором Гейхал Шломо был Моше Штерн, сын репатриантов из Будапешта. Его отец, Израиль Штерн, был приглашён в качестве кантора в синагогу на горе Сион, а сын Моше должен был стать главным кантором синагоги Гейхал Шломо. Моше Штерн был выбран единственным из 23-х молодых людей, состязавшихся за назначение на эту должность. Он прослужил пять лет. В 1976 году главным кантором выбрали Шломо Эйзенбаха, прослужившего до 90-х годов XX века.
На должность дирижёра хора, которая имела не меньшее значение, чем должность кантора, был приглашён Цви Тальмон. В хоре под руководством Тальмона пели также и дети в возрасте около десяти лет. Хор принимал участие в таких важных церемониях как зажжение факела в День памяти жертв Холокоста в Яд ва-Шем.
После создания Большой синагоги в Иерусалиме в 1982 году в синагоге Гейхал Шломо открылся молельный зал «Ренаним» (в переводе с иврита — «Восхваление»). Среди прихожан зала «Ренаним» были доктор Йосеф Бург и судья Менахем Элон.

## Гейхал Шломо сегодня
В 1992 году Главный раввинат переехал в здание, расположенное при въезде в Иерусалим. В это же время большинство книг из библиотеки Гейхал Шломо было продано, остались только книги, находившиеся в конференц-зале. 
В настоящее время в здании Гейхал Шломо работает музей еврейского искусства и зал, в котором проводятся различные религиозные мероприятия. Часть здания сдается в аренду различным еврейским организациям (например, израильской штаб-квартире организации StandWithUs, целью которой является распространение объективной информации об Израиле и его политике). 

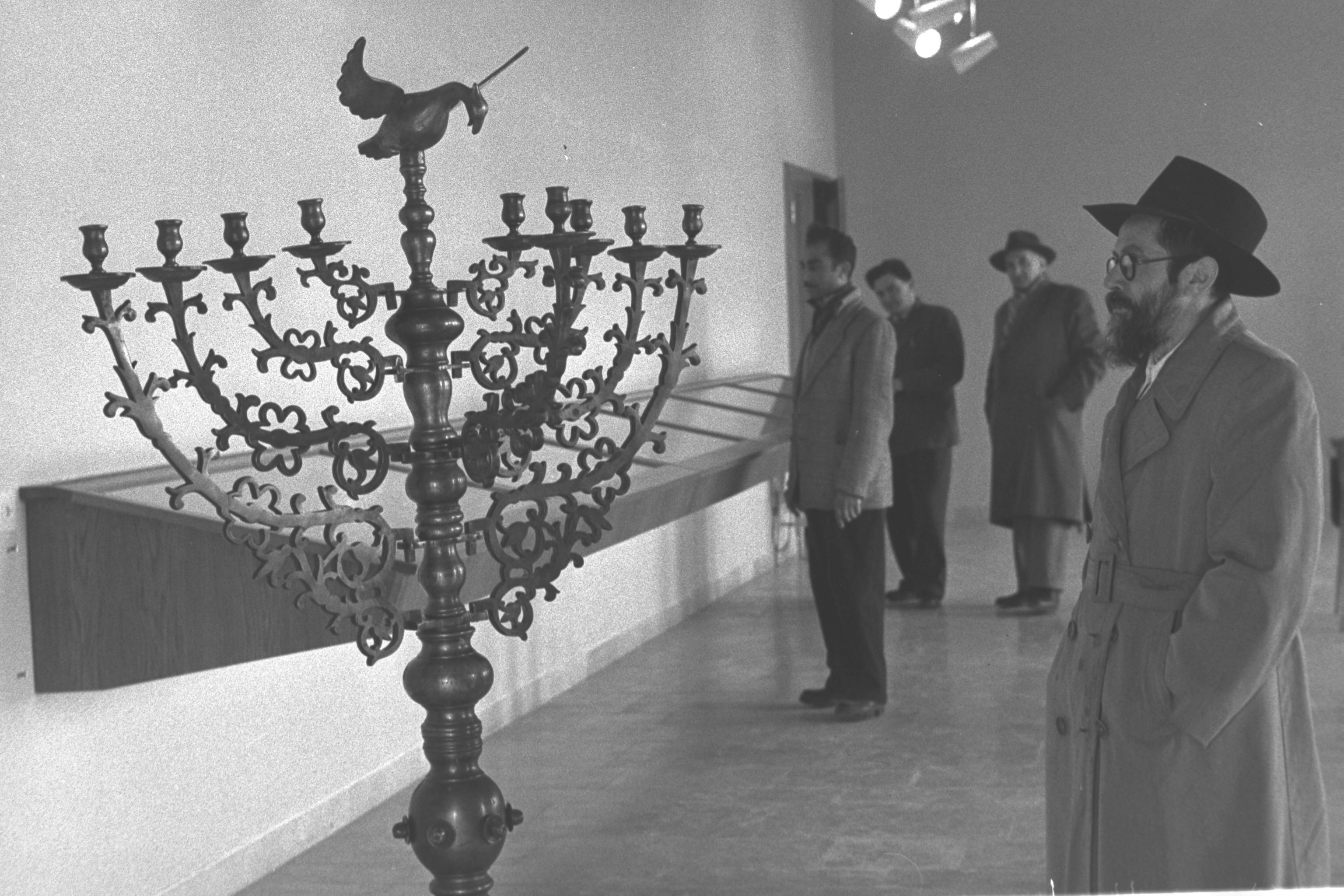
Один из залов музея «Вольфсон»

В 2009 году Гейхал Шломо посетил Папа Римский Бенедикт XVI.

### Музей еврейского искусства им. Вольфсона
В музее Гейхал Шломо представлен уникальный и привлекательный опыт сохранения еврейского самосознания и культурного наследия. Большая коллекция включает в себя экспонаты из еврейских общин Израиля и мира, от периода  Первого Храма по сей день.
Эта коллекция считается одной из самых значимых в мире. Экспозиция сочетает иудаику с увлекательными историями, представляет картины и скульптуры, отражающие еврейскую жизнь.
Еврейское самосознание, Иерусалим и Холокост — основные мотивы представленных экспонатов.